# Screamworks: Love in Theory and Practice
 (mai 2021).
Si vous disposez d'ouvrages ou d'articles de référence ou si vous connaissez des sites web de qualité traitant du thème abordé ici, merci de compléter l'article en donnant les références utiles à sa vérifiabilité et en les liant à la section « Notes et références ».
Albums de HIM
Digital Versatile Doom - Live At The Orpheum Theatre XXXVII A.S.
(2008) SWRMXS
(2010)
Screamworks: Love in Theory and Practice, sorti le 8 février 2010, est le 7e album studio du groupe HIM.

## Liste des titres
1. In Venere Veritas
2. Scared To Death
3. Heartkiller
4. Dying Song
5. Disarm Me (With Your Loneliness)
6. Love, The Hardest Way
7. Katherine Wheel
8. In The Arms Of Rain
9. Ode To Solitude
10. Shatter Me With Hope
11. Acoustic Funeral (For Love In Limbo)
12. Like Saint Valentine
13. The Foreboding Sense Of Impending Happiness

## Composition du groupe
- Ville Valo : chants, guitare acoustique
- Mika Karppinen : batterie, percussions
- Mikko Lindström : guitare solo, acoustique
- Mikko Paananen : basse, chœurs
- Janne Puurtinen : claviers, chœurs